# Episodi di Saving Grace (terza stagione)
La terza e ultima stagione della serie televisiva Saving Grace è stata trasmessa in prima visione assoluta negli Stati Uniti d'America dal canale via cavo TNT dal 16 giugno 2009 al 21 giugno 2010.
In Italia, la stagione è stata trasmessa in prima visione dal canale pay Mya, della piattaforma Mediaset Premium, dal 22 gennaio 2010 all'8 aprile 2011, mentre in chiaro è stata trasmessa da Italia 1 dal 12 giugno al 10 luglio 2012.
| nº | Titolo originale                  | Titolo italiano                           | Prima TV USA   | Prima TV Italia  |
| -- | --------------------------------- | ----------------------------------------- | -------------- | ---------------- |
| 1  | We're Already Here                | La ragazza senza nome                     | 16 giugno 2009 | 22 gennaio 2010  |
| 2  | She's a Lump                      | È un vegetale                             | 23 giugno 2009 | 29 gennaio 2010  |
| 3  | Watch Siggybaby Burn              | La capsula del tempo                      | 30 giugno 2009 | 5 febbraio 2010  |
| 4  | What Would You Do?                | Tra due angeli                            | 7 luglio 2009  | 12 febbraio 2010 |
| 5  | Moooooooo                         | Preghiere del mondo                       | 14 luglio 2009 | 19 febbraio 2010 |
| 6  | Am I Going to Lose Her?           | Lo sto perdendo?                          | 21 luglio 2009 | 26 febbraio 2010 |
| 7  | That Was No First Kiss            | Quello non era il primo bacio             | 28 luglio 2009 | 5 marzo 2010     |
| 8  | Pop Corn                          | Pop corn                                  | 4 agosto 2009  | 12 marzo 2010    |
| 9  | Looks Like a Lesbian Attack to Me | Era uno di noi                            | 11 agosto 2009 | 19 marzo 2010    |
| 10 | Am I Gonna Die Today?             | Morirò oggi?                              | 18 agosto 2009 | 26 marzo 2010    |
| 11 | Let's Talk                        | Parliamo                                  | 29 marzo 2010  | 11 febbraio 2011 |
| 12 | Hear the Birds                    | Senti gli uccelli?                        | 5 aprile 2010  | 18 febbraio 2011 |
| 13 | You Can't Save Them All, Grace    | Puoi salvarli tutti, Grace                | 12 aprile 2010 | 25 febbraio 2011 |
| 14 | I Killed Kristin                  | Ho ucciso io Kristin                      | 24 maggio 2010 | 4 marzo 2011     |
| 15 | So Help You God                   | Che Dio l'aiuti                           | 31 maggio 2010 | 11 marzo 2011    |
| 16 | Loose Men in Tight Jeans          | Uomini facili in jeans attillati          | 7 giugno 2010  | 18 marzo 2011    |
| 17 | You Think I'm Gonna Eat My Gun?   | Credi che mi metterò la pistola in bocca? | 14 giugno 2010 | 25 marzo 2011    |
| 18 | I Need You to Call Earl           | Ho bisogno che chiami Earl                | 21 giugno 2010 | 1º aprile 2011   |
| 19 | I'm Gonna Need a Big Night Light  | Mi servirà una luce grande per la notte   | 21 giugno 2010 | 8 aprile 2011    |